# Pedro José de Arteta
Pedro José de Arteta y Calisto (Quito, 1797-Quito, 5 de mayo de 1873) fue un político y jurisconsulto ecuatoriano, vicepresidente del país entre 1867 y 1869, sirvió brevemente como encargado del Poder Ejecutivo del Ecuador desde el 6 de noviembre de 1867 hasta el 20 de enero de 1868. Entre el 1 de enero y 31 de diciembre de 1825 fue Presidente del Consejo Municipal de Quito.

## Biografía
Nació en Quito y cuyos padres fueron el guayaquileño Joaquín de Arteta de Larrabeytia y doña Leonor Calisto Muñoz. El matrimonio tuvo 16 hijos, teniendo como hermano a Nicolás de Arteta y Calisto, futuro arzobispo de Quito.

## Presidente del Consejo Municipal de Quito
Durante su periodo como presidente del Consejo Municipal de Quito, en 1825, ordenó que se empedraran las calles principales y se adecentaran uniformemente las fachadas de las casas con pintura color ocre para recibir a Simón Bolívar; se continuó con los arreglos en el parque La Alameda, repararon los puentes de ingreso a la ciudad, se adquirieron y colocaron faroles para iluminar en las noches, e iniciaron los trámites para colocar la pirámide conmemorativa donde había tenido lugar la Batalla de Pichincha.

## Vicepresidente y encargado del Poder Ejecutivo del Ecuador
Fue elegido vicepresidente  de Jerónimo Carrión en 1867, y se encargó del poder ejecutivo cuando Jerónimo Carrión renunció al cargo el 6 de noviembre de 1867.
En ese cargo realizó la convocatoria de nuevas elecciones presidenciales para concluir el período constitucional de Jerónimo Carrión que debía terminar en 1869.
Continuó en el cargo de vicepresidente del nuevo presidente elegido Javier Espinosa y Espinosa hasta el golpe de Estado de Gabriel García Moreno efectuado el 16 de enero de 1869.

## Sucesión
| Predecesor: Crnel. Manuel Larrea | Presidente del Consejo Municipal de Quito 01 de enero de 1825 - 31 de diciembre de 1825                  | Sucesor: Desconocido                   |
| Predecesor: Diego Noboa          | Presidente de la Cámara del Senado de la República del Ecuador 15 de marzo de 1839 - 14 de abril de 1839 | Sucesor: José Félix Valdivieso         |
| Predecesor: Rafael Carvajal      | Vicepresidente de la República del Ecuador 30 de agosto de 1867 - 16 de enero de 1869                    | Sucesor: Manuel de Ascázubi (de facto) |
| Predecesor: Jerónimo Carrión     | Presidente Encargado de la República del Ecuador 06 de noviembre de 1867 - 20 de enero de 1868           | Sucesor: Javier Espinosa y Espinosa    |

## Distinción
En su honor se ha nombrado una calle residencial de sentido norte-sur, que atraviesa la urbanización 23 de Junio, en la parroquia de Cotocollao en el extremo noroccidental de la ciudad de Quito.